# کیز (کالیفرنیا)
کیز (به انگلیسی: Keyes) یک منطقهٔ مسکونی در ایالات متحده آمریکا است که در شهرستان استانیسلاس، کالیفرنیا واقع شده‌است. کیز ۷٫۳۲۶ کیلومتر مربع مساحت و ۵٬۶۰۱ نفر جمعیت دارد و ۲۸ متر بالاتر از سطح دریا واقع شده‌است.